# Eine alltägliche Geschichte (Roman)

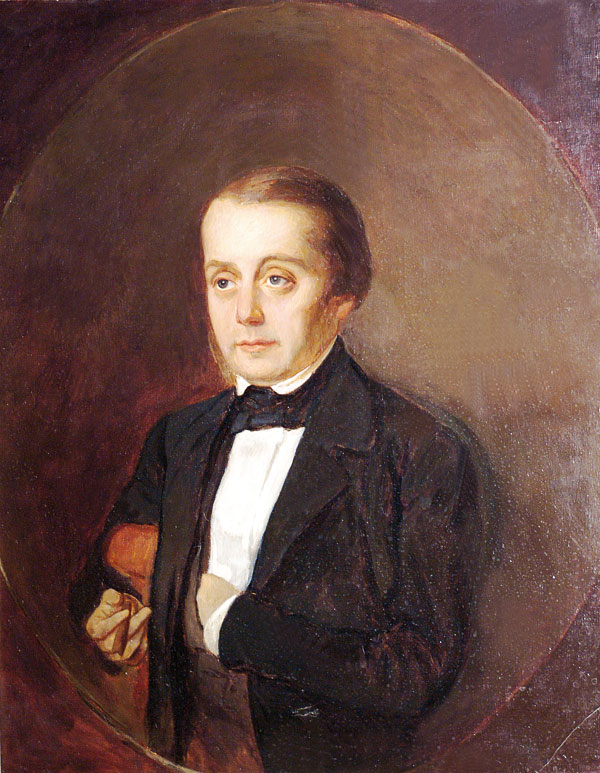
Iwan Gontscharow.
Gemälde von Kirill Gorbunow aus dem Jahr 1847

Eine alltägliche Geschichte (russisch Обыкновенная история, Obyknowennaja istorija) ist der Titel des ersten Romans des russischen Schriftstellers Iwan Gontscharow. Das Werk entstand ab 1844 und erschien 1847 im März- und Aprilheft des Magazins Sowremennik. Die erste deutsche Übersetzung von Helene von Exe wurde 1885 publiziert. Der Bildungsroman erzählt die Geschichte des jungen gefühlvollen Alexander Adujew, der seine ländliche Heimat verlässt, um in Petersburg das gesellschaftliche Leben kennenzulernen und berühmt zu werden. Durch drei gescheiterte Liebesbeziehungen und die Erziehung seines pragmatischen Onkels desillusioniert, wählt er am Ende den vernunftorientierten Weg der Beamtenkarriere und reichen Heirat. Der Kritiker Belinski bewertete den Erstling, der dem Autor mit einem Schlag die Sympathien der fortschrittlichen russischen Intelligenz einbrachte, als einen „schrecklichen Schlag gegen Romantizismus und Phantasterei, gegen Sentimentalität und Provinzialismus“.

## Überblick
Die sich über etwa fünfzehn Jahre erstreckende Handlung erzählt die Entwicklung Alexander Adujews, der sich von der mütterlichen Fürsorge auf dem ländlichen Gutshof in Gratschi löst (Teil I, Kap. 1), um in der Hauptstadt St. Petersburg die Großstadtgesellschaft kennen zu lernen und dort als Dichter berühmt zu werden. Er erhofft sich von den Beziehungen seines Onkels Pjotr Adujew Starthilfen. Doch dieser will den egozentrischen emotionalen Neffen nach seinem Vorbild zu einem pragmatischen Beamten oder Unternehmer umerziehen (I, 2). Anfangs wehrt sich Alexander, unterstützt von Pjotrs junger Frau Lisaweta, gegen die rationale erfolgsorientierte Einstellung des Onkels, schreibt wieder Gedichte und beginnt, unter Vernachlässigung seines Dienstes, eine leidenschaftliche Liebesbeziehung mit Nadjenka Lubetzkaja (I, 3–4). Nach anderthalb Jahren zieht Nadjenka ihm jedoch den lebenserfahrenen und galanten Grafen Nowinskij vor. Alexander ist verzweifelt und will sich mit dem Rivalen duellieren. Während Lisaweta ihn zu beruhigen versucht, sieht sich sein Onkel in seiner Warnung vor übersteigerten Gefühlen bestätigt (I, 6).
Im zweiten Romanteil setzt sich die Reihe der Desillusionierungen fort: Alexander ist über seinen Jugendfreund enttäuscht (II, 1) und die Veröffentlichung seiner Erzählung wird mit der Begründung der Talentlosigkeit abgelehnt (II, 2). Beide Fälle sind für den Onkel Demonstrationsbeispiele einer unrealistischen Lebenseinstellung, vor der er den Neffen in vielen Gesprächen über den Sinn des Lebens warnt. Alexander sieht ein, Illusionen nachgejagt zu sein, und will sich jetzt der Führung des Onkels anvertrauen. Doch dessen Auftrag, seinem Kompagnon aus geschäftlichem Interesse die junge Witwe Julia Tafajewa abzuwerben, führt Alexander wieder in eine leidenschaftliche Liebe, die in diesem Fall von Julia ebenso intensiv erwidert wird (II, 3). Diese ungefähr zwei Jahre währende Romanze scheitert jedoch an den hohen Ansprüchen der beiden an eine nur auf sie konzentrierte Gefühlswelt und an ihrer Eifersucht auf alle gesellschaftlichen Kontakte der Partner. Alexander fühlt sich eingeengt und unglücklich. Er zweifelt jetzt an seinen romantischen Ideen, lehnt Gefühlsbindungen ab und zieht sich aus der Gesellschaft zurück. In dieser Situation hat er ein drittes Erlebnis mit einer jungen Frau: Lisa verliebt sich in ihn, doch er hat nur ein sexuelles Interesse und wird von ihrem Vater aus dem Haus gewiesen (II, 4). Alexander hat nach dieser Demütigung seinen Lebensmut verloren, arbeitet nur das Nötigste und wird nicht befördert. Er macht seinem Onkel den Vorwurf, ihm mit seiner Erziehung alle Lebensfreude ausgetrieben zu haben. Dieser weist die Beschuldigung zurück, macht den Neffen für sein Scheitern verantwortlich und rät ihm, nach achtjährigem Stadtaufenthalt nach Gratschi zurückzukehren (II, 5). In der ländlichen Umgebung erholt sich Alexander, doch langweilt ihn allmählich das ruhige Leben. Nach dem Tod seiner Mutter schreibt er an den Onkel, er sei jetzt gereift und wolle es in Petersburg noch einmal im Staatsdienst versuchen (II, 6). Nach vier Jahren wird er zum Kollegienrat befördert und heiratet die Tochter eines reichen Gutsherrn. Er hat die pragmatische Sicht seines Onkels übernommen und erfolgreich umgesetzt. Lisaweta dagegen ist durch die Vernunftorientierung ihres Mannes depressiv geworden. Pjotr gibt seine Karriere auf und reist mit ihr zur Kur nach Italien (Epilog).

## Inhalt
| → Inhalt |
| Die beiden Handlungsorte des Romans, das ländliche Gratschi und die Hauptstadt Petersburg, und ihre Gesellschaften stehen bei der Entwicklung Alexanders in einem extremen Spannungsverhältnis. Im ersten Kapitel zeichnet der Erzähler ein Bild von der traditionellen ländlichen Ständegesellschaft im Dorf Gratschi. In z. T. karikierender Zuspitzung beschreibt er Anton Ivanytch, den Hansdampf in allen Gassen, der von Station zu Station die Neuigkeiten weiterträgt und sich dafür bewirten lässt, das sich zankende Dienerpaar Agraphena und Jewsej, die überbesorgte verwitwete Gutsherrin Anna Pawlowna Adujewa und ihr quer durch die Fakultäten, u. a. Theologie, bürgerliches, Kriminal-, und Volksrecht, Diplomatie, Nationalökonomie, Philosophie, Ästhetik und Archäologie (I, 2), studierendes Herrensöhnchen. Anna hat ihre Liebe auf ihren einzigen Sohn Alexander Fedorytsch konzentriert, ihn zwanzig Jahre lang bemuttert, verwöhnt und von der rauen Arbeitswelt ferngehalten. So hat er ein sorgenfreies Leben. Er kann nach seinen Interessen studieren, er hatte Zeit für seine Hobbys und gestaltet seine Empfindungen mit den seelenverwandten Freunden Pospielow und Sophie Wassiliewna Karpowna poetisch aus. Dabei entwickelte er sich zu einem idealistischen Egozentriker mit übersteigerten Lebensvorstellungen. Nach dem Wunsch der Mutter könnte es so weitergehen. Er würde Sophie oder eine andere Gutsbesitzertochter heiraten und im Stil der Landadligen geruhsam leben. Doch Alexander hat andere Erwartungen. Er möchte die große Gesellschaft in Petersburg kennen lernen, dort sein Glück machen und ein berühmter Dichter werden, ohne jedoch genaue Vorstellungen davon zu haben, wie er dies erreichen kann. Die Romanhandlung beginnt mit dem Abschied Alexanders von seiner Mutter, die ihn mit guten Ratschlägen überhäuft, und seinem Freund Pospielow. Er reist mit seinem Kammerdiener Jewsej nach dem 1500 Werst entfernten Petersburg. Da Anna außer ca. hundert Seelen kein Vermögen hat, bittet sie ihren Schwager Pjotr, den älteren Bruder ihres Mannes, der in der Hauptstadt zu Wohlstand gekommen ist, sich um ihren Sohn zu kümmern und durch seine Verbindungen Alexanders Karriere zu fördern. Dies gelingt jedoch nicht, wie der Hauptteil des Romans (I, 2–II, 5) zeigt. Nach achtjährigem Aufenthalt in der Hauptstadt kehrt Alexander als 29-Jähriger vom Leben enttäuscht nach Gratschi zurück (II, 6). Hier findet er alle vertrauten Strukturen wieder: Die ängstliche Mutter, die wandelnde Zeitung Anton Iwanitsch und die abergläubische Dienerschaft. Jewsej übernimmt wieder seine alte Rolle bei der grantigen Wirtschafterin Agraphena. Anna Pawlowna ist besorgt über den abgemagerten Sohn, versucht die Ursachen herauszufinden und gibt Jewsei, ihrem Schwager und den Petersburger Frauen die Schuld, ihn nicht behütet und schlecht behandelt zu haben. Nach drei Monaten hat sich Alexander erholt und seine traurigen Erlebnisse verarbeitet. Er sucht die Erinnerungsplätze seiner Kindheit auf, macht Spaziergänge in die Umgebung und genießt die Ruhe der Natur. Aus der Schar junger Frauen wählt er die geschickte Mascha aus und holt sie zu seiner persönlichen Pflege ins Haus. Seine Mutter versorgt ihn wieder wie früher und macht ihm Heiratsvorschläge. Nach einiger Zeit lässt er sich Bücher aus der Stadt kommen und schreibt Untersuchungen über die Landwirtschaft, in denen er die Theorien mit seinen Beobachtungen von der täglichen Feldarbeit vergleicht. Hier, im letzten Romankapitel, könnte der Autor den Kreis seiner Entwicklung schließen, doch er skizziert im „Epilog“ den weiteren Werdegang des Protagonisten. Nach anderthalb Jahren beginnt sich Alexander auf dem Land zu langweilen und nach Petersburg zu sehnen. Nach dem Tod der Mutter schreibt er zwei Briefe an seine Verwandten. Bei Lisaweta fragt er an, ob sie ihm noch so freundschaftlich verbunden ist wie früher. Er kehre geheilt von seinen überschäumenden Träumen und ohne Illusionen in die Stadt zurück und wolle wie die anderen eine Tätigkeit suchen. Er habe eingesehen, dass Kampf und Anstrengung zum Leben gehören. Er habe sich mit den Menschen versöhnt und mit dieser Einstellung finde er das Leben wieder schön. Der Brief an den Onkel ist mit Ironie durchzogen. Er gratuliert ihm zur Ernennung zum „Wirklichen Staatsrat“ und zum Aufstieg zum Direktor eines Departements und bittet um seine Hilfe bei einer neuen Anstellung. Seine Jünglingsjahre bezeichnet er als Übergangsjahre und er erinnert den Onkel daran, dass diesen einst eine schwärmerische und eifersüchtige Jugendliebe mit seiner Tante Maria Pawlowna Gorbatowa verband. Sie habe ihm die Schauplätze und Reliquien ihrer Liebesabenteuer gezeigt. Er werde ihm die Dokumente zusammen mit seinen neuen Arbeiten über die Landwirtschaft bei seiner Rückkehr überreichen. |

## Rezeption
Von Zeitgenossen Überliefertes
- April 1846: Gontscharow erbittet Jasykows Urteil zum Manuskript. Jasykow legt es, von der Lektüre gelangweilt, beiseite, gibt es aber ein paar Monate später an Nekrassow weiter. Letzterer legt es Belinski vor. Augenzeuge Panajew erinnert sich, der Kritiker sei – ob der Entdeckung des neuen Talents – vom Stuhl aufgesprungen.
- 1. April 1846, Dostojewski schreibt an seinen Bruder: Zwei neue Namen, vermutlich künftige Konkurrenten, seien im Vormarsch – Herzen und Gontscharow.
- 17. März 1847, Belinski schreibt an Wassili Botkin[6] vom großen Erfolg des Gontscharowschen Romandebüts in Petersburg.
- In den 1928 postum veröffentlichten Memoiren entsinnt sich der Kritiker Alexander Skabitschewski[7] des Veröffentlichungsjahres. Über der Lektüre habe er sich – gleichsam als Abbild Alexander Adujews – wiedererkannt, wie er als sentimentaler Jüngling selbstgefällig Haarbüschel und Blumen aufbewahrte.

Neuere Urteile
- Lokys[8] schreibt 1965: Ein Zeitroman der 1840er Jahre liegt vor. Belinski habe 1845 zur Darstellung jenes Romantiker-Typs à la Alexander Adujew aufgefordert und Gontscharow sei dem gefolgt. Anknüpfend an Puschkins Eugen Onegin werde die Duell-Katastrophe zwar aufgenommen, doch zeitgemäß überwunden. Belinski habe die letztendliche Wandlung des Romantikers Alexander Adujew zum Zyniker nicht nachvollziehen können. Der Onkel dagegen sei der ausgeglichenere der beiden Charaktere und stehe für zeitgemäße „Tatkraft und Bildung“. Allerdings versage Pjotr Adujews praktische Lebensphilosophie auf dem privaten – sprich ehelichen – Sektor. Das Romanende des Zweiteilers mit Epilog ähnele aber eher einer Komödie als einer Tragödie. Zu loben sei Gontscharows feiner Humor, die Dialogkomik und die Vorführung einer umfänglichen Galerie russischer Originale jener Zeit. Dieser sozialpsychologische Roman sei dem kritischen Realismus zuzurechnen. Arbeit werde als Mittel gegen den Niedergang des Landadels ins Feld geführt. Gorki habe Gontscharows plastische Schreibkunst bewundert.

## Übersetzungen ins Deutsche
- Helene von Exe. Spemann, Berlin, Stuttgart 1885 (Collection Spemann Band 72)
- Fega Frisch. Bruno Cassirer, Berlin (1. Auflage 1909, als Band 1 der „Gesammelten Werke“ von Iwan Gontscharow), Manesse Bibliothek der Weltliteratur, Zürich 1960
- Ruth Fritze-Hanschmann. Dieterich’sche Verlagsbuchhandlung, Leipzig 1965
- Vera Bischitzky. Hanser, München 2021

## Adaptionen

### Theater
- 1966 „Moscow Sovremennik (Zeitgenössisches) Theatre“ (Leitung: Galina Volchek) Regie: Viktor Rozov, mit Mikhail Kozakov als Peter Aduev und Oleg Tabakov als Alexander. 1967 mit dem Staatspreis der UdSSR ausgezeichnet. 1970 für das Fernsehen aufgezeichnet.
- 1969 „Obicna prica“, Jugoslawien. Regie: Aleksandr Đorđević. 1969 für das Fernsehen aufgezeichnet.
- 2014 „Sphera Theater“, Moskau. Regie: Alexander Korshunov
- 2016 „Gogol Center“, Moskau. Regie: Kirill Serebrennikov

### Hörbuch
- Lesung von Gert Westphal Norddeutscher Rundfunk 1994. Übersetzung von Ruth Fritze-Hanschmann, Sammlung Dieterich, Leipzig 1965.